# Trứng vịt lộn
Trứng vịt lộn (hay hột vịt lộn) là món ăn được chế biến từ quả trứng vịt khi phôi đã phát triển thành hình. Trứng vịt lộn là một trong những món ăn nhẹ bình dân ở Việt Nam, và vẫn được quan niệm ở các nước phương Đông coi là món ăn bổ dưỡng. Trứng được bán rong hoặc tại các góc phố, các hàng ăn nhỏ. Món ăn này cũng được ưa chuộng ở một số nước châu Á khác như Trung Quốc, Philippines và Campuchia, tuy cách chế biến có khác nhau một chút.
Tại Trung Quốc, nó được gọi là áp tử đản (giản thể: 鸭仔蛋; phồn thể: 鴨仔蛋; bính âm: Yā zǐ dàn; Việt bính: ngaap3 zai2 daan2), phổ biến ở các tỉnh miền Nam. Trong khi đó, Thái Lan gọi trứng vịt lộn là khày khao (tiếng Thái: ไข่ข้าว), thường được ăn khi luộc hoặc đem nướng chín với mỡ cùng hành lá.
Trứng vịt lộn tại Việt Nam thường là phôi thai vịt từ 9 đến 11 ngày tuổi, luôn được ăn cùng rau răm, gừng thái chỉ và muối khô vắt thêm chanh hoặc quất, một số địa phương khác còn ăn kèm với đồ chua ngọt. Bên cạnh đó còn có các món biến thể khác như trứng vịt lộn nhúng lẩu, trứng vịt lộn chiên, trứng gà lộn và trứng cút lộn.
Tại Philippines, trứng vịt lộn (gọi là Balut theo tiếng địa phương) được thưởng thức rộng rãi ở mọi tầng lớp nhân dân, nhưng trứng thường chỉ được ấp đến 7 ngày và không dùng rau răm.

## Chế biến

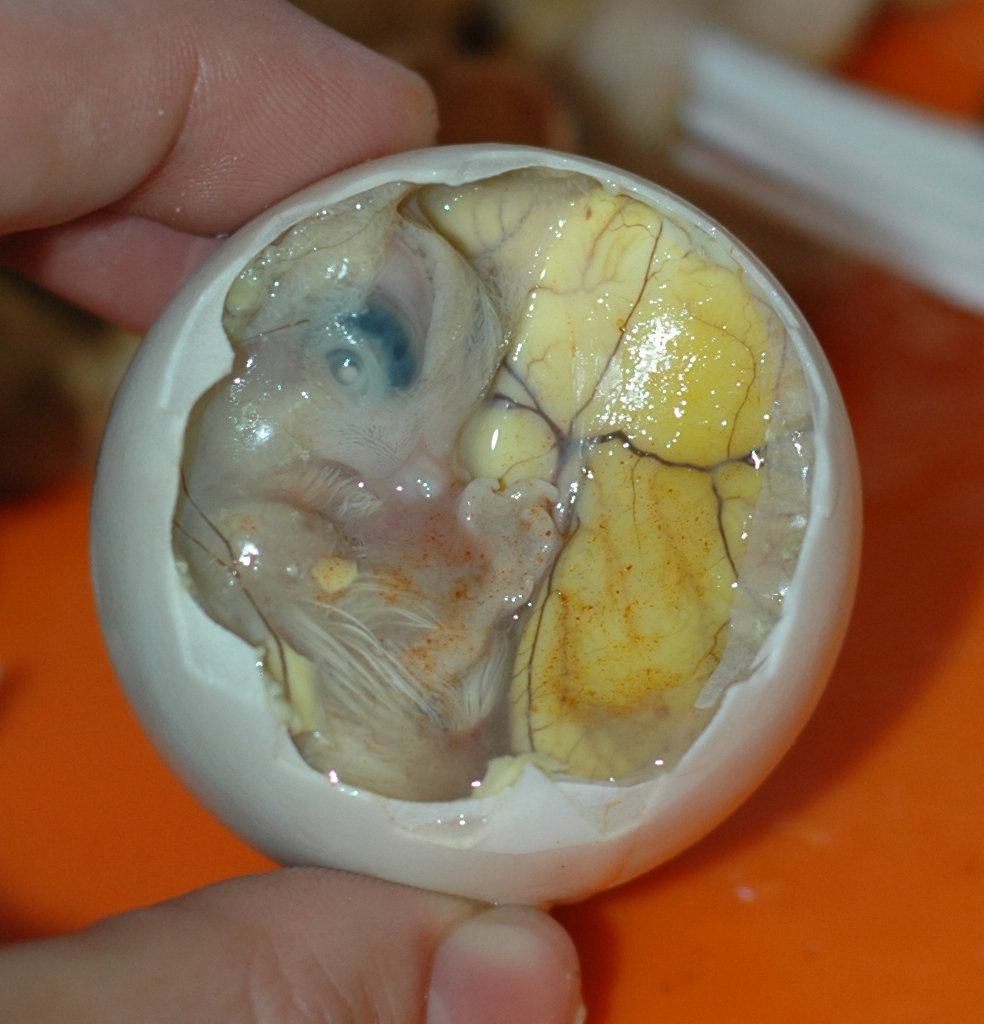
Bên trong một quả trứng vịt lộn chưa được luộc

Trứng vịt khi phôi thành hình: rửa sạch trứng, luộc lên, để sôi kỹ 8 phút, tắt bếp và để nguyên đó 20 phút, rồi mới lấy ra, đập vỏ, ăn phần bên trong ngay lúc còn nóng. Các gia vị phổ biến đi kèm là rau răm, gừng tươi thái chỉ, muối tiêu chanh hoặc muối tiêu vắt nước tắc (quất), và dấm ớt.

## Thưởng thức
Mỗi vùng miền khác nhau có cách thưởng thức trứng vịt lộn khác nhau. Tại Hà Nội quả trứng được gỡ khỏi vỏ và bỏ ngay vào bát nhỏ, dùng thìa xắn, ăn bình thường. Tại Sài Gòn, trứng sau khi luộc chín được đặt trên một cái chung nhỏ, đầu to của trứng hướng lên trên, sau đó chỉ việc dùng thìa bóc vỏ ở đầu trên của trứng, rồi ăn với các gia vị đi kèm. Đây cũng là món nhậu rất được người miền Nam ưa chuộng. Tại Đà Nẵng, phần gia vị ăn kèm cũng có khác hơn so với những vùng miền khác. Người ta thường làm nước mắm và đu đủ chua ngọt, thêm vào những gia vị cay và nóng như rau răm, ớt hiểm, gừng để giảm vị tanh của trứng. Tại Phan Thiết, ngoài các gia vị thông dụng, người ta còn ăn kèm trứng vịt lộn với đồ chua ngọt làm từ cà rốt và củ cải. Cách thức ăn thì giống như của miền Bắc và miền Nam.
Khách du lịch phương Tây và những người lần đầu nhìn thấy và ăn thử trứng vịt lộn thường thấy e ngại và không dám ăn trứng vịt lộn. Nguyên nhân có lẽ là con vịt trong quả trứng đã hình thành rõ ràng đủ hết mọi bộ phận, lông cánh khiến họ thấy kinh sợ, đến nỗi món ăn này thường xuyên xuất hiện trong chương trình thử thách lòng can đảm Fear Factor (chương trình TV mà người tham gia còn phải ăn giun xay và các thứ tương tự khác). Ngoài ra trứng vịt lộn còn xuất hiện 2 lần trong Survivor: Palau, 1 lần trong Survivor: China.

## Dinh dưỡng
Trứng là một hệ thống gần như khép kín tạo nên một quả trứng tươi và một quả trứng vịt lộn sẽ tương đồng về tỷ lệ các nguyên tố,sự khác biệt ở đây là biến đổi cấu trúc của các đại phân tử. Nhiều người thường có quan niệm cho rằng trứng vịt lộn có giá trị dinh dưỡng cao hơn trứng gà hoặc trứng vịt thông thường.Tuy vậy,xét trên một quả trứng thì giữa chúng chênh lệch nhau không đáng kể,xét tổng thể thì chúng có cùng giá trị dinh dưỡng.
Ở Phillippines và Đông Nam Á, trứng vịt/gà lộn là thức ăn phổ biến. Trứng được ăn sau khi được luộc.Có nhiều giá trị dinh dưỡng khác nhau về trứng lộn vì nó có thể là trứng gà lộn hoặc trứng vịt lộn.Tuy nhiên, giá trị dinh dưỡng cho trứng gà lộn hoặc trứng vịt lộn là gần như nhau.

## Giai thoại
Vào thời vua Minh Mạng, tháng 10 năm 1822, triều đình nhà Nguyễn đã chiêu đãi đại sứ Anh John Crawfurd một bữa tiệc trong đó có món trứng lộn. Ba tô trứng lộn (hatched eggs – có thể là trứng vịt lộn hoặc gà lộn) và đã được vị đại sứ chú ý. Khi ông hỏi cậu phục vụ người Nam Kỳ, cậu ta đã rất "ngây thơ" (naïveté) nói rằng hột vịt lộn là một cao lương mĩ vị nằm ngoài tầm với của dân nghèo, chỉ được dùng cho những người đặc biệt. Thực tế, Crawfurd sau đó được biết, trứng lộn được bày bán khá phổ biến ngoài chợ với giá chỉ đắt hơn 30% so với trứng tươi. Ông cho rằng, khi người ta mới vừa mời tiệc nhau, thì trứng được đem cho gà ấp, sau 10-12 ngày, trứng sẽ chín, và lúc đãi tiệc, nó sẽ rất hợp khẩu vị của một người Việt sành ăn.